# 卡普陶隆福
卡普陶隆福，是匈牙利维斯普雷姆州所辖的一个村，总面积33.71平方公里，总人口861，人口密度25.5人/平方公里（2010年1月1日）。